# Histoire de l'industrie automobile à Reims
 (février 2025).
Reims a joué un rôle non négligeable dans l'histoire de l'industrie automobile française, notamment au début du XXe siècle. La ville champenoise a accueilli, outre des constructeurs artisanaux, plusieurs grands noms de la construction automobile, faisant d'elle un pôle industriel annexe de la région parisienne.

## Historique

### Contexte
L’industrie automobile française était la plus important de 1890 à 1904. A partir de cette dernière date, elle est supplantée par celle des  Etats-Unis. Elle restera la plus importante en Europe jusqu’en 1930. Elle est principalement implantée en région parisienne.
Le manque de place, le coût de la main d’œuvre parisienne conduisent les grands constructeurs à rechercher des implantations hors de la région parisienne.

### Les raisons de s'implanter à Reims
Plusieurs facteurs ont favorisé l'implantation de constructeurs automobiles à Reims :
Une main-d'œuvre, disponible en raison du déclin de l’industrie textile, moins qualifiée mais aussi moins couteuse qu’en région parisienne.
Des installations également rendues disponibles en raison du déclin de l’industrie textile.
Une situation géographique favorable : Reims était située à un carrefour important, ce qui permettait de desservir facilement un large marché et situé pas loin de la région parisienne.

### Les implantations
Des constructeurs artisanaux (Bégot & Mazurié, SCAR) mais aussi des marques prestigieuses  ( Panhard et Levassor, Brassier ont choisi d'implanter leurs usines à Reims. Ces marques étaient synonymes de qualité et de performance à l'époque.
Grâce à ces implantations, Reims était en devenir d’un centre de production automobile de premier plan. La région champenoise semblait promise à un avenir radieux dans ce domaine.

### Un développement bloqué par grande Guerre
La Première Guerre mondiale a été un tournant majeur pour l'industrie automobile rémoise. Les destructions massives ont rendu impossible la poursuite de l'activité industrielle à grande échelle malgré la reconstruction d’usines.

### Une renaissance impossible
En sus des destructions, la concurrence des grands groupes automobiles nationaux et internationaux, avec la mise en œuvre du taylorisme a rendu impossible la survie pour les petits constructeurs.

### Un relai, en partie assuré, par des sous-traitant de l‘industrie automobile
- L’usine Chausson racheté par Valeo dans les années 1980 produit des radiateurs pour l’industrie automobile.
- Acome a implanté un site à Reims en 1975. Il produit des câbles destinés aux réseaux de communication, aux infrastructures de télécommunications, et aux applications automobiles.

## Galerie

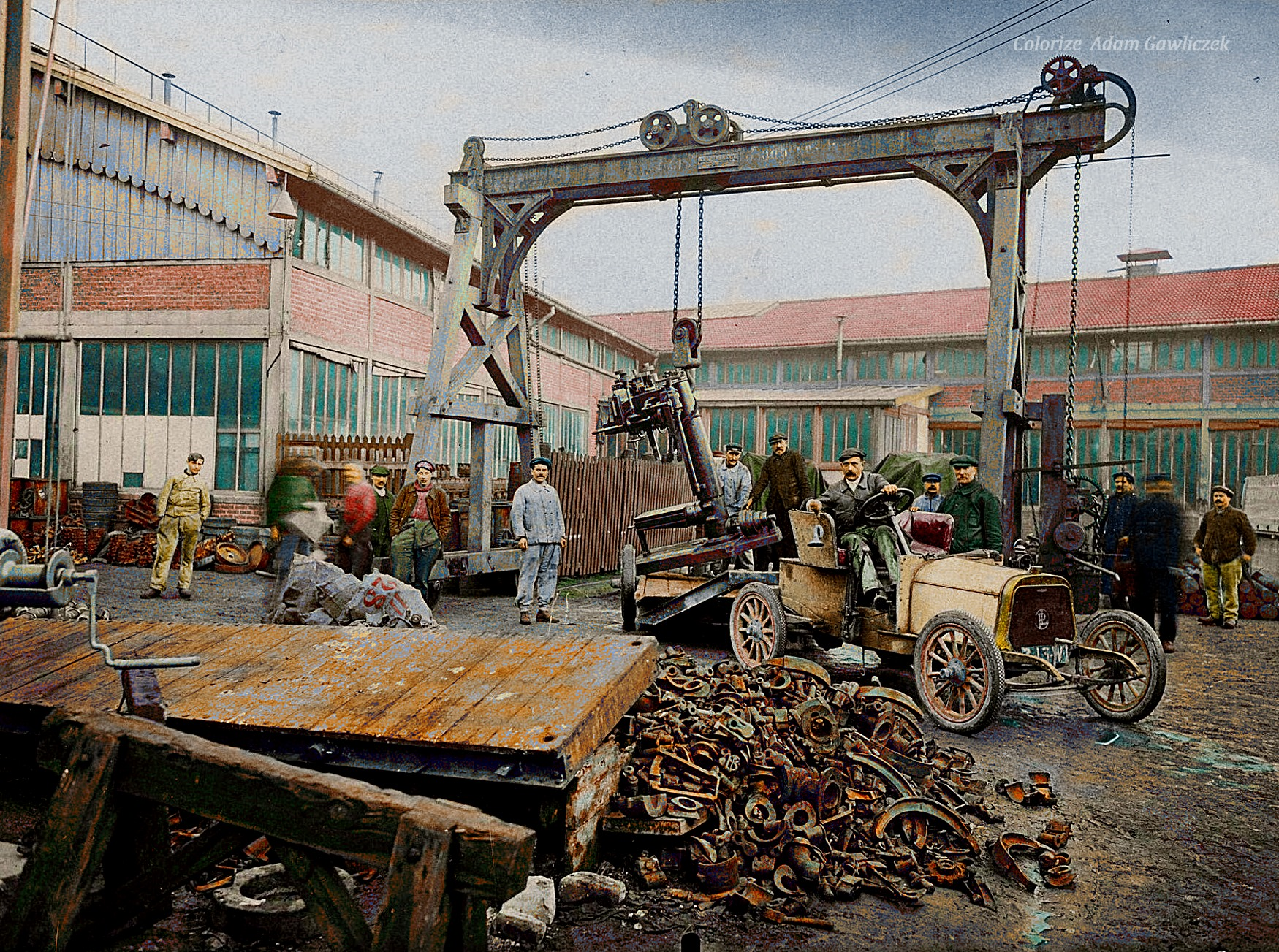
Photo colorisée de la Cour de l'usine Panhard de Reims, rue Ernest Renan.
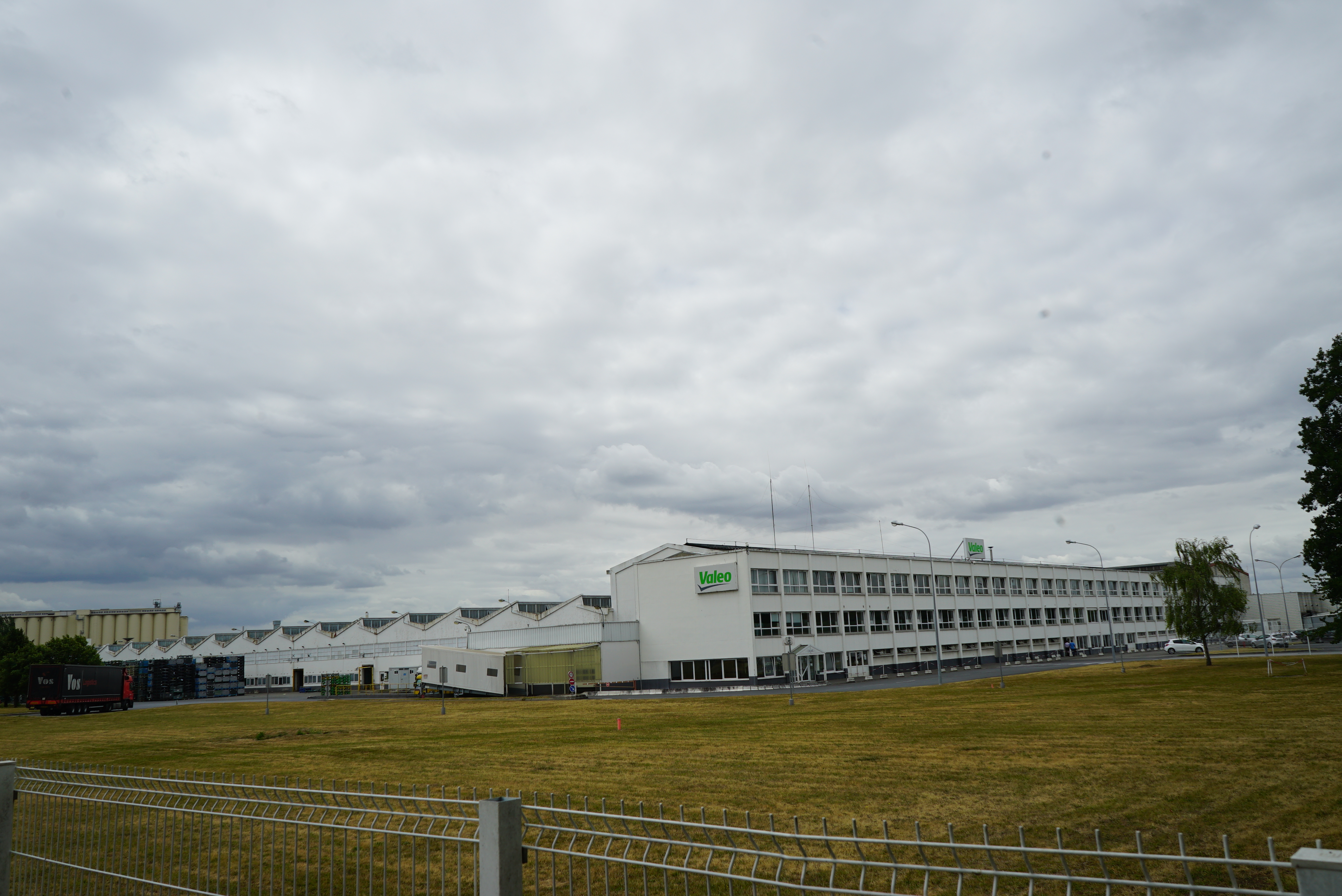
Vue de l'usine Valeo à Reims.